# Diocesi di Perpignano-Elne

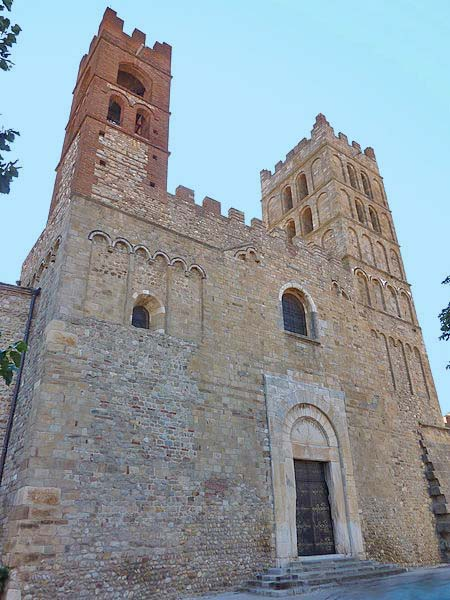
La concattedrale di Elne.

La diocesi di Perpignano-Elne (in latino Dioecesis Elnensis) è una sede della Chiesa cattolica in Francia suffraganea dell'arcidiocesi di Montpellier. Nel 2021 contava 315.940 battezzati su 482.368 abitanti. È retta dal vescovo Thierry Scherrer.

## Territorio
La diocesi comprende il dipartimento francese dei Pirenei Orientali.
Sede vescovile è la città di Perpignano, dove si trova la cattedrale di San Giovani Battista. A Elne sorge la concattedrale di Sant'Eulalia e Santa Giulia.
Il territorio si estende su 4.116 km² ed è suddiviso in 231 parrocchie.

## Storia
La diocesi di Elne fu eretta dai Visigoti, padroni della regione della Settimania, nel VI secolo, ricavandone il territorio dall'arcidiocesi di Narbona, di cui era originariamente era suffraganea. Primo vescovo conosciuto di Elne è Domno, menzionato nel 571 nella cronaca di Jean de Biclair.
La diocesi comprendeva tre regioni, il Conflent, il Vallespir e il Roussillon, percorsi dai bacini dei fiumi Têt e Tech. Queste delimitazioni appaiono in un documento del X secolo. Le tre regioni che costituivano il territorio della diocesi figurano come arcidiaconati nell'XI secolo.
La fine dei Visigoti, l'invasione musulmana e poi l'occupazione dei Franchi aprono per la Settimania e per la diocesi un lungo periodo di oscurità. Solo con il IX secolo si ritrovano notizie più certe sulla diocesi ed anche la serie episcopale diventa più continua, soprattutto a partire dal vescovo Audesindo (856-885).
Nulla si conosce della cattedrale d'epoca visigota e poco si conosce di quella dell'epoca carolingia. Questa fu ricostruita, o forse più semplicemente restaurata, sul finire del IX secolo e consacrata il 1º settembre 917. L'attuale concattedrale di Elne venne edificata a partire dall'XI secolo; una lapide interna all'edificio attesta la consacrazione dell'altare maggiore nel 1069; la costruzione continuò tuttavia ancora nei secoli XII e XIII.
Il 23 luglio 1511 papa Giulio II sottrasse la diocesi alla provincia ecclesiastica di Narbona e la rese immediatamente soggetta alla Santa Sede. L'arcivescovo di Narbona protestò contro questa decisione e il 22 gennaio 1518 papa Leone X revocò la decisione del suo predecessore. Tuttavia l'imperatore Carlo V impedì l'esecuzione della bolla di Leone X e da questo momento la diocesi di Elne fu esente dalla giurisdizione dei metropoliti di Narbona. Questa situazione durò poco. Infatti il concilio di Trento decise che i vescovi "indipendenti" dovevano unirsi al metropolita più vicino. Il vescovo Lupe Martínez Lagunilla nel 1564 optò per la sede metropolitana di Tarragona, scelta confermata da papa Gregorio XIII con bolla inviata al vescovo Pedro Mártir Coma (1569-1578).
A partire dal XIII secolo, la vicina città di Perpignano era cresciuta d'importanza, dal punto di vista civile, economico e politico; anche i vescovi cominciarono a risiedere sempre più spesso nella nuova città. Il 1º settembre 1601 in forza della bolla Superna dispositione di papa Clemente VIII fu ufficialmente ratificato il trasferimento della sede vescovile da Elne a Perpignano, dove fu eretta a cattedrale la chiesa di San Giovanni Battista, costruita nel XIV secolo. Pur risiedendo a Perpignano, i vescovi continuarono a portare il solo titolo di Elne fino alla rivoluzione francese.
Nel 1659 come conseguenza del trattato dei Pirenei la diocesi entrò a far parte della provincia ecclesiastica dell'arcidiocesi di Narbona.
In seguito al concordato, con la bolla Qui Christi Domini di papa Pio VII del 29 novembre 1801 la diocesi fu soppressa ed il suo territorio unito a quello della diocesi di Carcassonne.
Nel giugno 1817 fra Santa Sede e governo francese fu stipulato un nuovo concordato, cui fece seguito il 27 luglio la bolla Commissa divinitus, con la quale il papa restaurava la sede Elnensis. Tuttavia, poiché il concordato non entrò in vigore in quanto non ratificato dal Parlamento di Parigi, questa erezione non ebbe effetto.
Il 6 ottobre 1822 la diocesi fu definitivamente ristabilita con la bolla Paternae caritatis del medesimo papa Pio VII, ricavandone il territorio, corrispondente al dipartimento dei Pirenei Orientali, dalla diocesi di Carcassonne. Da questo momento divenne suffraganea dell'arcidiocesi di Albi e, pur continuando a mantenere il nome latino di Elnensis, nelle lingue volgari venne chiamata "diocesi di Perpignano" e in seguito "diocesi di Perpignano-Elne".
L'8 dicembre 2002, in seguito alla riorganizzazione delle circoscrizioni ecclesiastiche francesi, ha cambiato provincia ecclesiastica, passando da quella di Albi a quella di Montpellier.

## Cronotassi dei vescovi
Si omettono i periodi di sede vacante non superiori ai 2 anni o non storicamente accertati.
- Domno † (menzionato nel 571)
- Bennato † (menzionato nel 589)
- Acatulo † (prima del 633 - dopo il 638)
- Ilitarico † (menzionato nel 656)
- Giacinto † (menzionato nel 673)
- Claro † (menzionato nel 683)
- Venederio † (menzionato nel 788 o 791)
- Ramno † (menzionato nell'821)[4]
- Salomone † (prima dell'832 - dopo l'836)
- Audesindo † (prima dell'856 - dopo il 15 agosto 885)
- Riculfo I † (prima dell'887 - dopo il 9 dicembre 915 deceduto)
- Elmerado † (1º settembre 916 - dopo il 917)
- Guadaldo d'Empuries-Rosselló † (prima del 922 - 947 deceduto)
- Riculfo II † (prima del 27 marzo 947 - dopo il 960)
- Suniario I † (prima del 968 - dopo il 977)
- Ildesindo † (aprile 979 - dopo febbraio 991)
- Berengario I de Cerdanya-Besalú † (prima del 993 - dopo novembre 1000)
- Fredelon † (prima del 1004 - dopo il 1005)
- Oliba de Besora † (prima del 1009 - 1013 deceduto)
- Berengario II de Sendred de Gurb † (1013 - 1020 deceduto)
- Berengario III † (menzionato nel 1025)
- Suniario II † (menzionato nel 1031 circa)
- Berengario IV † (prima del 1035 - 1053)
- Arnaldo † (circa 1054 - dopo il 1061)
- Ramón I † (prima del 1064 - 1087 deceduto)
- Artal I † (maggio 1087 - dopo il 1096)
- Armengol † (marzo 1097 - dopo maggio 1109)
- Pedro Bernardo † (prima del 1113 - dopo il 1129)
- Udalgar de Castellnou † (1130 - dopo il 1147)
- Artal II † (1148 - dopo il 1169)
- Guillermo Jordán † (prima di giugno 1172 - 16 agosto 1186 deceduto)
- Artal III † (menzionato nel 1188)
- Guillem de Ceret † (1188 - dopo il 1197)
- Artal IV † (prima di novembre 1200 - 5 settembre 1201 deceduto)
- Berenguer V † (menzionato nel 1205)
- Guillem d'Ortafà † (prima del 1206 - 13 aprile 1209 deceduto)
- Ramón de Vilalonga † (prima del 1212 - 1216 deceduto)
- Gualterio † (1217 - dopo maggio 1221)
- Arnald de Serrallonga † (prima del 1223 - dopo il 1224)
- Ramon III † (prima di aprile 1225 - 1229)
- Bernardo de Berga † (1230 - dopo il 1245)
- Berenguer VI † (menzionato in aprile 1246)
- Bernardo de Argilaguers † (prima del 1250 - 1258)
- Berenguer VII de Cantallops † (1259 - dopo il 1272)
- Bertrand † (menzionato nel 1279)
- Bernardo Sala † (menzionato nel 1280)
- Berenguer de Sainte-Foi † (1280 - 1290)
- Ramon de Costa † (prima del 24 settembre 1290 - dopo il 1310)
- Guillermo de Castillon, O.S.B. † (12 luglio 1313 - 1317 deceduto)
- Berenguer VIII † (4 dicembre 1317 - 1320 ? deceduto)
- Berenguer Bajuli o Batlle † (3 settembre 1320 - 27 luglio 1332 nominato vescovo di Maiorca)
- Guy de Terrena, O.Carm. † (27 luglio 1332 - 21 agosto 1342 deceduto)
- Pedro Seguier † (25 settembre 1342 - ? deceduto)
- Bernardo Hugo de Sainte-Arthemie, O.S.A. † (16 ottobre 1346 - 1347/1348 deceduto)
- Bernardo Fournier † (14 agosto 1348 - 15 gennaio 1350 deceduto)
- Esteban Malet, O.S.B. † (15 gennaio 1350 - 15 febbraio 1352 nominato vescovo di Tortosa)
- Francesc de Montoliu † (18 aprile 1352 - 12 ottobre 1354 deceduto)
- Juan Jouffroi (Jean du Jaurens) † (21 novembre 1354 - 27 febbraio 1357 nominato vescovo di Le Puy)
- Raimond de Salg † (21 agosto 1357 - 18 giugno 1361 nominato arcivescovo di Embrun)
- Pedro de Planella † (18 giugno 1361 - 24 marzo 1371 nominato vescovo di Barcellona)
- Pedro Cima, O.F.M. † (28 aprile 1371 - 7 agosto 1377 nominato vescovo di Maiorca)
- Ramón de Escales, O.S.A. † (7 agosto 1377 - 17 ottobre 1380 nominato vescovo di Lleida)
  - Dalmacio † (17 ottobre 1380 - ? deceduto) (vescovo eletto)
- Bartolomé Peyró, O.Carm. † (24 ottobre 1384 - dopo il 1406 deceduto)
- Ramon de Descatllar i de Palasol, O.S.B. † (24 settembre 1408 - 19 dicembre 1408 nominato vescovo di Gerona)
  - Francesc Eiximenis, O.F.M. † (19 dicembre 1408 - 23 gennaio 1409 deceduto) (amministratore apostolico)
- Alfons de Eixea † (15 maggio 1409 - 23 maggio 1410 nominato vescovo di Vic)
- Jeronimo de Ocón † (23 maggio 1410 - 16 novembre 1425 deceduto)
- Juan Casanova, O.P. † (29 dicembre 1425 - 30 ottobre 1430 creato cardinale)
  - Juan Casanova, O.P. † (30 ottobre 1430 - 8 agosto 1431 dimesso) (amministratore apostolico)
- Galcerán de Albert, O.S.B. † (8 agosto 1431 - ? deceduto)
- Juan Margarit i Pau † (23 marzo 1453 - 23 settembre 1461 nominato vescovo di Gerona)
- Antoni de Cardona † (23 settembre 1461 - 1467 ? deceduto)
- Joan Pintor † (5 ottobre 1467 - 1470 ? deceduto)
- Charles de Saint-Gelais † (8 agosto 1470 - 1475 dimesso)
- Charles de Martigny † (25 ottobre 1475 - 20 gennaio 1495 nominato vescovo di Castres)
  - Cesare Borgia † (20 gennaio 1495 - 6 settembre 1499 dimesso) (amministratore apostolico)
- Francisco Lloris y de Borja † (6 settembre 1499 - 22 luglio 1506 deceduto)
  - Jaime Serra i Cau (Giacomo Serra) † (5 settembre 1506 - 1513 ? dimesso) (amministratore apostolico)
- Juan Castellanos de Villalba † (19 marzo 1513 - 25 maggio 1515 nominato vescovo di Calahorra e La Calzada)
- Bernardo de Mesa, O.P. † (10 settembre 1515 - 20 febbraio 1521 nominato vescovo di Badajoz)
- Guillermo Valdenese † (14 novembre 1524 - 2 maggio 1529 nominato vescovo di Coria)
- Fernando Valdés † (24 maggio 1529 - 12 gennaio 1530 nominato vescovo di Orense)
  - Girolamo Doria † (12 gennaio 1530 - 2 ottobre 1532 nominato amministratore di Huesca) (amministratore apostolico)
- Jaime de Rich, O.S.B. † (3 luglio 1534 - 1537 deceduto)
- Jerónimo Requeséns † (23 luglio 1537 - 5 maggio 1542 nominato vescovo di Tortosa)
- Fernando de Loaces (Loazes), O.P. † (5 maggio 1542 - 6 agosto 1543 nominato vescovo di Lérida)
- Pedro Agustín y Albanell † (6 agosto 1543 - 8 giugno 1545 nominato vescovo di Huesca)
- Miguel Puig † (8 giugno 1545 - 22 ottobre 1552 nominato vescovo di Urgell)
- Rafael Ubac † (17 luglio 1555 - 1558 deceduto)
- Lupe Martínez Lagunilla † (20 luglio 1558 - 15 dicembre 1567 deceduto)
- Pedro Mártir Coma, O.P. † (14 gennaio 1569 - 5 marzo 1578 deceduto)
- Juan Terés † (22 maggio 1579 - 14 aprile 1586 nominato vescovo di Tortosa)
- Pedro Bonet Santamaría † (1º ottobre 1586 - 1588 deceduto)
- Agustín Gaillart, O.S.B. † (27 luglio 1588 - 1590 deceduto)
- Francisco Robuster Sala † (7 gennaio 1591 - 5 maggio 1598 nominato vescovo di Vic)
- Onofre Reart † (1º febbraio 1599 - 3 marzo 1608 nominato vescovo di Vic)
- Antonio Gallart Traginer † (11 marzo 1609 - 19 marzo 1612 nominato vescovo di Vic)
- Francisco de Vera-Villavicencio, O. de M. † (18 o 28 marzo 1613 - 4 luglio 1616 deceduto)
- Federico Cornet † (13 febbraio 1617 - prima del 20 novembre 1617 deceduto)
- Ramón Ivorra † (20 novembre 1617 - 5 maggio 1618 deceduto)
- Rafael Ripoz, O.P. † (12 novembre 1618 - 17 dicembre 1620 deceduto)
- Francisco Senjust, O.S.B. † (9 agosto 1621 - 24 agosto 1622 nominato vescovo di Gerona)
- Pedro Magarola Fontanet † (26 ottobre 1622 - 22 marzo 1627 nominato vescovo di Vic)
- Francisco López de Mendoza † (30 agosto 1627 - 19 dicembre 1629 deceduto)
- Gregorio Parcero de Castro, O.S.B. † (12 agosto 1630 - 19 dicembre 1633 nominato vescovo di Gerona)
  - Sede vacante (1633-1636)
- Gaspar Prieto Orduña, O. de M. † (18 febbraio 1636 - 30 ottobre 1637 deceduto)
- Francisco Pérez Roy † (21 giugno 1638 - 3 agosto 1643 nominato vescovo di Guadix)
  - Sede vacante (1643-1668)
- Vincent de Margarit, O.P. † (12 novembre 1668 - 21 dicembre 1672 deceduto)
  - Sede vacante (1672-1676)
- Jean-Baptiste d'Étampes † (1676 - 12 gennaio 1682 nominato vescovo di Marsiglia)[5]
- Louis Habert de Montmort † (12 gennaio 1682 - 23 gennaio 1695 deceduto)
- Jean Hervé Basan de Flamenville † (12 dicembre 1695 - 5 gennaio 1721 deceduto)
  - Antoine Boivin de Vaurouy † (1721 - 1722 dimesso) (vescovo eletto)
  - Sede vacante (1721-1726)
- Jean Mathias Barthélemy de Gramont de Lanta † (8 aprile 1726 - 10 luglio 1743 deceduto)
- Charles-François-Alexandre de Cardevac d'Havrincourt † (16 dicembre 1743 - 1º marzo 1783 deceduto)
- Jean Gabriel D'Agay † (1º marzo 1783 succeduto - 28 agosto 1788 deceduto)
- Antoine-Félix de Leyris d'Esponchez † (15 dicembre 1788 - 13 luglio 1801 deceduto)
  - Sede soppressa (1801-1822)
- Jean-François de Saunhac-Belcastel † (17 novembre 1823 - 9 dicembre 1853 deceduto)
- Philippe-Olympe Gerbet † (7 aprile 1854 - 7 agosto 1864 deceduto)
- Etienne-Emile Ramadié † (27 marzo 1865 - 26 giugno 1876 nominato arcivescovo di Albi)
- Joseph-Frédéric Saivet † (26 giugno 1876 - 30 giugno 1877 deceduto)
- Jean-Auguste-Emile Caraguel † (21 settembre 1877 - 23 luglio 1885 deceduto)
- Noël-Mathieu-Victor-Marie Gaussail † (10 giugno 1886 - 16 febbraio 1899 deceduto)
- Jules-Louis-Marie de Carsalade du Pont † (14 dicembre 1899 - 29 dicembre 1932 deceduto)
- Henri-Marius Bernard † (7 dicembre 1933 - 18 novembre 1959 deceduto)
- Joël-André-Jean-Marie Bellec † (15 giugno 1960 - 2 settembre 1971 dimesso)
- Henry-Camille-Gustave-Marie L'Heureux † (3 febbraio 1972 - 30 novembre 1981 dimesso)
- Jean-Berchmans-Marcel-Yves-Marie-Bernard Chabbert, O.F.M. † (17 luglio 1982 - 16 gennaio 1996 ritirato)
- André Louis Fort † (16 gennaio 1996 succeduto - 28 novembre 2002 nominato vescovo di Orléans)
- André Marceau (13 gennaio 2004 - 6 marzo 2014 nominato vescovo di Nizza)
- Norbert José Henri Turini (18 ottobre 2014 - 9 luglio 2022 nominato arcivescovo di Montpellier)
- Thierry Scherrer, dall'11 aprile 2023

## Statistiche
La diocesi nel 2021 su una popolazione di 482.368 persone contava 315.940 battezzati, corrispondenti al 65,5% del totale.
| anno | popolazione | popolazione | popolazione | presbiteri | presbiteri | presbiteri | presbiteri                | diaconi | religiosi | religiosi | parrocchie |
| anno | battezzati  | totale      | %           | numero     | secolari   | regolari   | battezzati per presbitero | diaconi | uomini    | donne     | parrocchie |
| ---- | ----------- | ----------- | ----------- | ---------- | ---------- | ---------- | ------------------------- | ------- | --------- | --------- | ---------- |
| 1950 | 200.000     | 228.776     | 87,4        | 174        | 174        |            | 1.149                     |         | 30        | 317       | 223        |
| 1970 | 268.797     | 281.976     | 95,3        | 217        | 185        | 32         | 1.238                     |         | 32        | 245       | 252        |
| 1980 | 263.722     | 309.800     | 85,1        | 165        | 126        | 39         | 1.598                     | 1       | 58        | 250       | 248        |
| 1990 | 300.000     | 353.000     | 85,0        | 143        | 105        | 38         | 2.097                     | 7       | 54        | 202       | 253        |
| 1999 | 303.300     | 379.200     | 80,0        | 117        | 93         | 24         | 2.592                     | 16      | 40        | 142       | 252        |
| 2000 | 302.500     | 392.803     | 77,0        | 113        | 80         | 33         | 2.676                     | 17      | 50        | 127       | 253        |
| 2001 | 302.500     | 392.803     | 77,0        | 105        | 79         | 26         | 2.880                     | 13      | 35        | 136       | 253        |
| 2002 | 302.500     | 392.803     | 77,0        | 107        | 83         | 24         | 2.827                     | 12      | 33        | 128       | 253        |
| 2003 | 302.500     | 392.803     | 77,0        | 113        | 90         | 23         | 2.676                     | 15      | 30        | 118       | 253        |
| 2004 | 308.000     | 400.000     | 77,0        | 108        | 87         | 21         | 2.851                     | 15      | 27        | 109       | 251        |
| 2013 | 302.600     | 454.737     | 66,5        | 85         | 71         | 14         | 3.560                     | 20      | 14        | 65        | 231        |
| 2016 | 306.181     | 464.434     | 65,9        | 77         | 68         | 9          | 3.976                     | 22      | 9         | 54        | 231        |
| 2019 | 309.000     | 471.038     | 65,6        | 76         | 65         | 11         | 4.065                     | 23      | 59        | 48        | 231        |
| 2021 | 315.940     | 482.368     | 65,5        | 68         | 57         | 11         | 4.646                     | 23      | 12        | 55        | 231        |